# New Bloomfield, Missouri
New Bloomfield är en ort i Callaway County i Missouri. Vid 2010 års folkräkning hade New Bloomfield 669 invånare.